# Koos Serierse
Jacobus (Koos) Serierse (Rotterdam, 12 april 1936 – 7 september 2017) was een Nederlandse bassist, fotograaf en docent. 
Koos Serierse groeide op in Rotterdam waar zijn vader enkele cafés beheerde, waarin hij bij tijd en wijle als accordeonist met het accordeontrio The Three Jacksons optrad. Toen het gezin naar Gouda verhuisde kreeg Koos een bas en vormde samen met een pianist een duo. Rond zijn achttiende speelde hij banjobas in een Gouds muziek- en revuegezelschap. Later nam hij lessen bij de contrabassist van het Rotterdams Philharmonisch Orkest. 
Nadat hij zijn werk als fotograaf had opgezegd, speelde hij van 1963 tot 1969 in het begeleidingscombo van Toon Hermans. Ook speelde hij in 1963 en 1964 bij de Dutch Swing College Band. Met die band bezocht hij Afrika en Australië en maakte tours door Engeland, Schotland, West-Duitsland en Oostenrijk. Naast de begeleiding van Toon Hermans, ondersteunde Koos Serierse in Hilversum radio-orkestjes met onder meer Harry Bannink. Ook speelde hij in de begeleidingsband van Paul van Vliet.
In de jaren zeventig speelde Serierse met artiesten zoals Piet Noordijk, Chris Hinze en Johnny Meyer. Ook speelde hij met pianist Rob Franken in de formatie New Sesjun Four voor het radioprogramma Sesjun. 
Vanaf midden jaren zeventig werd Serierse de vaste bassist van het trio Rein de Graaff. Met drummer Eric Ineke begeleidde hij Amerikaanse grootheden, zoals saxofonist Dexter Gordon en klarinettist Eddie Daniels. 
Tot 1997 maakte Serierse deel uit van radio-orkest The Skymasters en speelde hij mee op de platen van gitarist Wim Overgaauw en saxofonist Stan Getz.
Na een cursus te hebben gevolgd bij jazzpianist en componist Rob Madna werd hij in 1978 docent contrabas en basgitaar in de afdeling Lichte Muziek. Omdat er nog geen leerboek 'Contrabas lichte muziek' bestond, schreef hij als docent Walking Bass voor het spelen van baslijnen op akkoordsymbolen. Naast het Conservatorium van Amsterdam gaf hij lessen aan het Rotterdams Conservatorium. Hein van de Geyn, Sylvia Maessen en Marcel Schimscheimer behoorden tot zijn leerlingen. 
Bij het bereiken van zijn pensioengerechtigde leeftijd stopte hij met lesgeven en tevens met optreden. Op 25 november 2015 zond NPO Cultura een portret van hem uit in een aflevering van Jazzportretten. 
Koos is de vader van drummer Marcel Serierse en grootvader van jazz- en bossanova-zangeres Anna Serierse.

## Discografie
- We Love Music (1993)
- Duo – met Rein de Graaff (1985)

### Te horen op (selectie)
- After You've Gone: Terug Naar Toen, Deel 5 – Johnny Meijer (1995)
- Baritone Explosion! Live At Nick's – The Rein de Graaff Trio with Ronnie Cuber and Nick Brignola (1994)
- Tenor Conclave – Rein de Graaf Trio (1992)
- Blue Greens & Beans – David 'Fathead' Newman, Marchel Ivery and Rein de Graaff Trio  (1991)
- Be-Bop, Ballads & Blues – Rein de Graaff (1990)
- Bluebird – Dave Pike & Charles McPherson (1989)
- Jubilee – Rein de Graaff / Dick Vennik Quartet & Sextet – (1989)
- Rifftide – Al Cohn (1987)
- Cloud People – Rein de Graaff / Dick Vennik Quartet (1983)
- Chasin' The Bird: Rein de Graaff Plays Charlie Parker' – Rein de Graaff (1981)
- The Jamfs Are Coming! –  Johnny Griffin / Art Taylor Quartet (1978)
- Finished Product – Piet Noordijk (1977)
- Blue Guitar – Wim Overgaauw (1977)
- Modal Soul – Rein de Graaff / Dick Venik Quartet (1977)
- Kaleidoskoop – Laurens van Rooyen (1976)
- Multi Jazzy – Cees Smal (1976)
- Chopin Schablone – Trio Jan Huydts (1976)
- Basic Train – Herman Schoonderwalt (1975)
- Pim Jacobs Presents Ball Of The Band – Pim Jacobs (1975)
- Sketches on Bach – Chris Hinze (1974)
- Saximental Journey – Herman Schoonderwalt (1973)
- Meisjes van dertien – Paul van Vliet (1970)
- Thérèse In Het Theater – Thérèse Steinmetz (1968)
- The Stork Town Dixie Kids (1967)
- 24 rozen – Toon Hermans (1967)
- Slaapliedje – Toon Hermans (1964)